# Heckinghauser Zollbrücke
Die Heckinghauser Zollbrücke ist eine 1775 erbaute Steinbrücke über die Wupper im Wuppertaler Ortsteil Heckinghausen. Sie ist die älteste erhaltene Brücke der Stadt und verbindet heutzutage die Lenneper Straße mit der Straße Rauental, nahe der Mündung des Murmelbachs.

## Geschichte
Schon Anfang des 18. Jahrhunderts gab es Planungen, einen Vorgängerbau aus Holz durch eine Steinbrücke zu ersetzen. Aber erst 1775 erklärten sich zwei ansässige Familien bereit, den Bau zu finanzieren. Die aus drei Bogen bestehende Brücke wurde aus Grauwacke-Bruchsteinen erbaut und  besitzt eine Länge von 32,5 Metern bei einer Breite von 5,1 Meter und einer Höhe von 4,1 Meter über dem Flussniveau. Nach der Fertigstellung wurde von den zahlreichen Nutzern Brückenzoll erhoben.
Die Wupper war die Grenze zwischen dem Herzogtum Berg und der Grafschaft Mark, so dass an der Brücke ein Zollkontor eingerichtet wurde. Bis 1975 diente sie dem Straßenverkehr, wurde dann aber für Fahrzeuge gesperrt und ist heute nur für Fußgänger zugänglich.

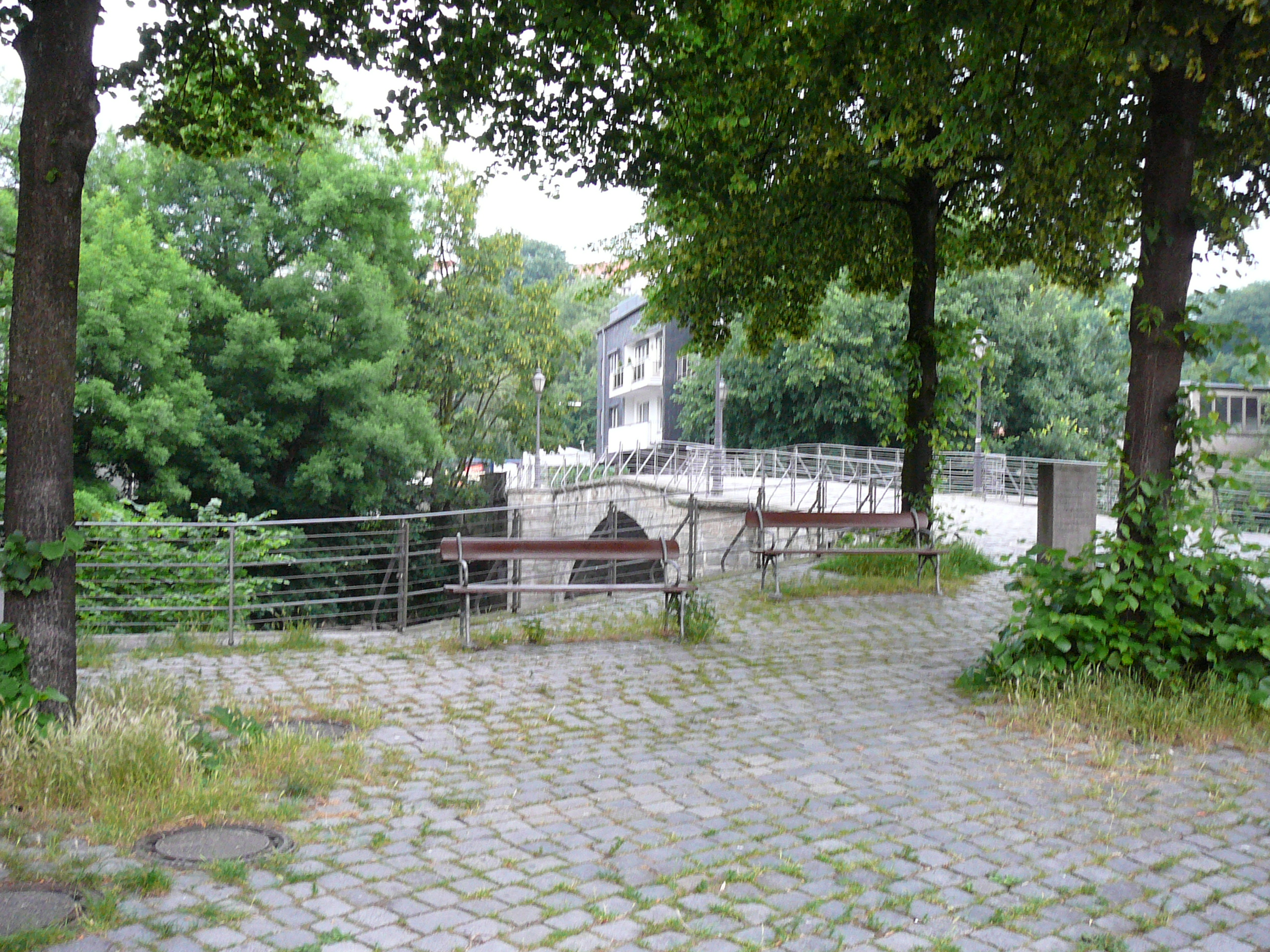
Die Heckinghauser Zollbrücke